# Susanne Rosenqvist
Susanne Christina Rosenqvist (Landskrona, 26 de noviembre de 1967) es una deportista sueca que compitió en piragüismo en la modalidad de aguas tranquilas.
Participó en dos Juegos Olímpicos: Barcelona 1992 y Atlanta 1996, obteniendo una medalla de bronce en cada edición, ambas en la prueba de K4 500 m. Ganó siete medallas en el Campeonato Mundial de Piragüismo entre los años 1991 y 1997.
En la modalidad de maratón, obtuvo dos medallas en el Campeonato Mundial en los años 1996 y 1999.

## Palmarés internacional

### Piragüismo en aguas tranquilas
| Juegos Olímpicos   | Juegos Olímpicos          | Juegos Olímpicos  | Juegos Olímpicos |
| Año                | Lugar                     | Medalla           | Competición      |
| ------------------ | ------------------------- | ----------------- | ---------------- |
| 1992               | Barcelona (España)        | Medalla de bronce | K4 500 m         |
| 1996               | Atlanta (Estados Unidos)  | Medalla de bronce | K4 500 m         |
| Campeonato Mundial |                           |                   |                  |
| Año                | Lugar                     | Medalla           | Competición      |
| 1991               | París (Francia)           | Medalla de plata  | K2 5000 m        |
| 1993               | Copenhague (Dinamarca)    | Medalla de plata  | K4 500 m         |
| 1994               | Ciudad de México (México) | Medalla de bronce | K4 500 m         |
| 1995               | Duisburgo (Alemania)      | Medalla de plata  | K2 200 m         |
| 1995               | Duisburgo (Alemania)      | Medalla de bronce | K2 500 m         |
| 1995               | Duisburgo (Alemania)      | Medalla de bronce | K4 200 m         |
| 1997               | Dartmouth (Canadá)        | Medalla de bronce | K4 200 m         |

### Piragüismo en maratón
| Campeonato Mundial | Campeonato Mundial | Campeonato Mundial | Campeonato Mundial |
| Año                | Lugar              | Medalla            | Competición        |
| ------------------ | ------------------ | ------------------ | ------------------ |
| 1996               | Vaxholm (Suecia)   | Medalla de oro     | K2                 |
| 1999               | Győr (Hungría)     | Medalla de bronce  | K2                 |